# Yalnızçam, Ereğli
Yalnızçam là một xã thuộc huyện Ereğli, tỉnh Zonguldak, Thổ Nhĩ Kỳ. Dân số thời điểm năm 2011 là 615 người.